# Imipenem
Imipenem ist ein antibiotisch wirksamer Arzneistoff und gehört chemisch zur Gruppe der Carbapeneme.

## Pharmakologie
Imipenem ist ein β-Laktam-Antibiotikum, das durch Hemmung der Bakterienzellwandsynthese bakterizid wirkt. Da die Substanz in den proximalen Tubuluszellen der Nieren durch eine renale Dipeptidase rasch abgebaut wird, wird Imipenem ausschließlich in Kombination mit Cilastatin verabreicht. Cilastatin hemmt die Dipeptidase und ermöglicht therapeutisch wirksame Konzentrationen des Imipenems.

### Wirkungsspektrum
Das Wirkungsspektrum ist breit im grampositiven, gramnegativen, aeroben und anaeroben Bereich.
Wirkungslücken bestehen für Clostridium difficile, Enterococcus faecium, Legionellen, Mykoplasmen, MRSA, Stenotrophomonas maltophilia und nur mäßige Wirkung gegen Pseudomonas.

### Pharmakokinetik
Imipenem wird kaum resorbiert und muss daher parenteral gegeben werden. Die Plasmahalbwertszeit beträgt eine Stunde, das Verteilungsvolumen 0,2 l/kg, die Plasmaproteinbindung beträgt 25 %. Imipenem wird zu 70 % unverändert über die Nieren (renal) ausgeschieden, 30 % werden über die Leber verstoffwechselt (hepatische Metabolisierung). Imipenem ist dialysierbar.

### Anwendungsgebiete
Indikationen für Imipenem sind schwere polymikrobielle Infektionen oder Sepsis. 

### Nebenwirkungen
Mögliche Nebenwirkungen sind Exantheme, Magen-Darm-Unverträglichkeit, Schwindel, Krämpfe, epileptische Anfälle, Venenreizung, Braunfärbung der Zunge und Blutbild-Veränderungen, wie Eosinophilie, Leukopenie, Thrombozytopenie, Thrombozytose und selten Agranulozytose.
Anstieg von Transaminasen, alkalischer Phosphatase und Kreatinin sind möglich.

## Handelsnamen
Kombinationspräparate mit Cilastatin: Tienam (CH, EU), Zienam (EU), Primaxin (USA)